# Razia Sultana (Bangladesh)
Razia Sultana, née en 1973 à Maungdaw au Myanmar, est une avocate qui défend la minorité Rohingya, et plus particulièrement les femmes et les enfants mais également les droits de l'homme dans son pays. Elle reçoit, le 7 mars 2019, le prix international de la femme de courage, remis par Melania Trump, première dame des États-Unis et Mike Pompeo, secrétaire d'État des États-Unis.